# Цо
Цо (!Хо) е известна в митологията на бушмените като осиновената дъщеря на бога-създател Цагн. Самата тя е бодливо свинче и е олицетворение на положителното начало. Никой не се движи в тъмнината така безшумно и уверено като нея. Има блестящи черни очи и силно обоняние. Родният ѝ баща е ужасяващото чудовище-поглъщач и бог на огъня Кваи-Хему, от когото много се страхува. Всеки път когато Кваи-Хему отвори уста, от нея изскачат страховити пламъци, които обгарят веждите и лицето ѝ. Цо решила, че повече не може да живее така и избягала от баща си, а семейството на Цагн я приютило. Омъжена е за Куаманга, който не е нито човек, нито насекомо, живее в дъгата и сам той е дъга. По-големият им син Ни, който в много митове е партньор на Цагн, е египетска мангуста (ихневмон). По-малкият носи името на баща си — Куаманга Младши и също е дъга като него. Всички те, преди да се превърнат в животни, някога са били хора, членове на „древния народ“, обитавал териториите до тези на бушмените.

## Легенда за силата на Цо
Тази легенда е една от най-късно създадените и по всяка вероятност е възникнала в критичен момент от историята на бушмените. Като доказателство се сочи, че това е единствената легенда, в която се появява овца — животно, което е свързано с по-късната цивилизация на бушмените.
Веднъж един бръмбар, който имал овца, ухапал бога-създател Цагн. Богът страдал от болка и унижение и ядът му се пренесъл върху всички собственици на овце. Решил да направи така, че бръмбарите, които хапят така подло, от този момент да станат зависими от овцете, да живеят в руното им и да се хранят с кръвта им. От любопитство Цагн се сдобил с една овца и я показал на дъщеря си Цо, която не могла да дойде на себе си от удивление при вида на чудното животно. Явно това е било доста необичайно събитие, защото цялото семейство се събрало да разглежда незнайното животно и да му се чуди. Там били и Коти, жената на Цагн, двамата му сина Когаз и Гви, Куаманга-дъгата и неговите синове. Присъствал даже и внукът му Ни, любимец на Слънцето и Земята.
Цагн не се чувствал добре след ухапването и се оплакал на Цо, че е толкова зле, че даже не може да яде месо, което му изглеждало твърдо и жилаво. Месото, за което говорел Цагн било от зебра. Зебрата при бушмените е символ на бягството, а овцата — на смирение, защото не се бори дори когато я колят. Цагн помолил Цо да повика родния си баща — подобния на двукрак динозавър ужасяващ бог Кваи-Хему, с когото заедно да се опитат да ядат месо от овца. Цо изпаднала в ужас. Тя по-добре от всички познавала привичките на баща си. Знаела, че даже една цяла овца няма да го нахрани и се опитала да разубеди Цагн за това посещение. Според нея, ако Кваи-Хему се появи, той би изял освен овцата и всичко останало наоколо и никой няма да е в състояние да го спре. Но приемният ѝ баща настоявал и тя трябвало да се съгласи. Преди да тръгне обаче, взела собствения си обяд и го закопала в дупка в земята. След това се отправила на път през пустини и дюни до дома на Кваи-Хему. А богът и цялото му семейство чакали госта. Изведнъж се смрачило и тъмнината изпълнила цялото небе. Богът-поглъщач се появил и веднага, без даже да поздрави, изял овцата и започнал да поглъща всичко, попаднало пред очите му. След това продължил с Коти, Куаманга и цялото семейство на Цагн. Накрая в огромната му паст попаднал и самият бог. Пощадил само дъщеря си Цо. А тя плачела, окайвайки загубата на целия ѝ познат свят, и се опитвала да защити синовете си. Но запазила самообладание и не паднала духом.
След като Кваи-Хему приключил, Цо обмислила как да спаси близките си. Без да губи време, решила да изпита смелостта на двамата си сина и да прецени кой от тях би се справил с баща ѝ. Измъкнала един от бодлите си и го забила в ухото на малкия си син, който носел името на баща си Куаманга . Момчето имало нежна кожа и от очите му потекли сълзи. Цо не го презряла за слабостта му, защото на земята има място за всички – дори и за тези с деликатни души. След това се приближила към по-големия си син Ни и напъхала иглата първо в ноздрата, а след това и в ухото му. Колкото повече натискала, толкова по-ясен ставал погледът на момчето. И въпреки че било обхванато от гняв, изразът на лицето му ставал все по-мъжествен. Цо въздъхнала с облекчение, защото разбрала, че поне един от синовете ѝ е достатъчно безстрашен. Затова накарала смелия си син, олицетворение на мъжественост и решимост, да прободе десния хълбок на Кваи-Хему, а нежния – да промуши левия. По неин знак те бързо разпорили търбуха на бога-поглъщач и от там излезли всички, изгълтани от него, даже и овцата. Всички били живи и здрави. Цо им раздала храната, която преди това била скрила в дупка в земята, за да имат сили да продължат пътя си и да изградят нов живот. После ги повела надалеч от тези тъжни земи в търсене на един нов, по-добър и по-светъл свят.